# 岡山家庭裁判所
岡山家庭裁判所（おかやまかていさいばんしょ）は、岡山県岡山市にある日本の家庭裁判所の一つで、岡山県を管轄している。略称は、岡山家裁（おかやまかさい）。倉敷、新見、津山に支部を、玉野、児島（倉敷市）、玉島（倉敷市）、笠岡に出張所を置いている。
本庁・支部は岡山地方裁判所の本庁・支部に併設されている。また、本庁・支部・出張所のいずれにも簡易裁判所が併設されている。英語ではOkayama family court(略称同じ)と言う。

## 所在地
- 本庁：岡山県岡山市北区南方1丁目8-42　北緯34度40分18.21秒 東経133度55分32.33秒 / 北緯34.6717250度 東経133.9256472度
JR山陽新幹線, 山陽線, 宇野線, 津山線, 吉備線, 赤穂線, 伯備線 岡山駅東口から北東方向へ徒歩約15分
宇野バスJR岡山駅バスターミナルから美作線｢山陽団地｣｢ネオポリス東6丁目｣行き等バス停｢番町口｣下車すぐ
岡電バスJR岡山駅バスターミナルから｢妙善寺｣｢三野｣行き(一部天満屋バスステーション経由)バス停｢番町口｣下車すぐ
岡電バス天満屋バスステーションから｢妙善寺｣｢三野｣行きバス停｢番町口｣下車すぐ
- 倉敷支部：岡山県倉敷市幸町3-33　北緯34度36分8.8秒 東経133度46分22.7秒 / 北緯34.602444度 東経133.772972度
JR山陽線，伯備線 倉敷駅から東方向へ徒歩約10分
- 新見支部：岡山県新見市新見1222　北緯34度59分3.8秒 東経133度28分9.9秒 / 北緯34.984389度 東経133.469417度
JR伯備線, 姫新線, 芸備線 新見駅から南方向へ徒歩約20分
備北バス｢満奇洞･坂本｣行きバス停｢思誠小学校前｣下車徒歩約3分
- 津山支部：岡山県津山市椿高下52　北緯35度3分58.3秒 東経134度0分3.6秒 / 北緯35.066194度 東経134.001000度
JR津山線, 姫新線 津山駅から北方向へ徒歩約20分
中鉄北部バスJR津山駅前の津山広域バスセンターから津山市内循環｢ごんごバス西廻り｣の城西通りバス停｢裁判所前｣下車徒歩約3分
中鉄北部バスJR津山駅前の津山広域バスセンターから｢東一宮車庫｣行き鶴山通りバス停｢文化センター北口｣下車徒歩約5分
- 玉野出張所：岡山県玉野市宇野2丁目2-1  北緯34度29分33.3秒 東経133度56分35.7秒 / 北緯34.492583度 東経133.943250度
JR宇野線 宇野駅から南西方向へ徒歩約15分
両備バスJR岡山駅バスターミナルから岡山･玉野特急線｢渋川･マリンホテル･おもちゃ王国｣行き，国道フェリー線(30号･玉野市役所経由)｢国道フェリー｣行き等のバス停｢玉野市役所前｣下車徒歩約5分
- 児島出張所：岡山県倉敷市児島小川1丁目4-14  北緯34度28分6.1秒 東経133度48分29.6秒 / 北緯34.468361度 東経133.808222度
JR瀬戸大橋線 児島駅から北方向へ徒歩約10分
- 玉島出張所：岡山県倉敷市玉島1丁目2-43  北緯34度32分43秒 東経133度40分26秒 / 北緯34.54528度 東経133.67389度
両備バスJR新倉敷駅バスセンターから｢玉島中央町｣行きバス停｢玉島中央町｣下車徒歩約5分
井笠バスJR新倉敷駅バスセンターから｢寄島｣行きバス停｢玉島中央町｣下車徒歩約5分
- 笠岡出張所：岡山県笠岡市笠岡1732  北緯34度30分34.1秒 東経133度30分34.8秒 / 北緯34.509472度 東経133.509667度
JR山陽線 笠岡駅から北東方向へ徒歩約15分

## 管轄
- 本庁
  - 岡山市、高梁市、備前市、瀬戸内市、赤磐市、真庭市（旧上房郡北房町）、和気郡和気町、加賀郡吉備中央町
- 倉敷支部
  - 倉敷市（児島支所及び玉島支所の各所管区域並びに旧浅口郡船穂町を除く）、総社市、都窪郡早島町
- 新見支部
  - 新見市
- 津山支部
  - 津山市、真庭市（旧上房郡北房町を除く）、美作市、真庭郡新庄村、苫田郡鏡野町、勝田郡勝央町、奈義町、英田郡西粟倉村、久米郡久米南町、美咲町

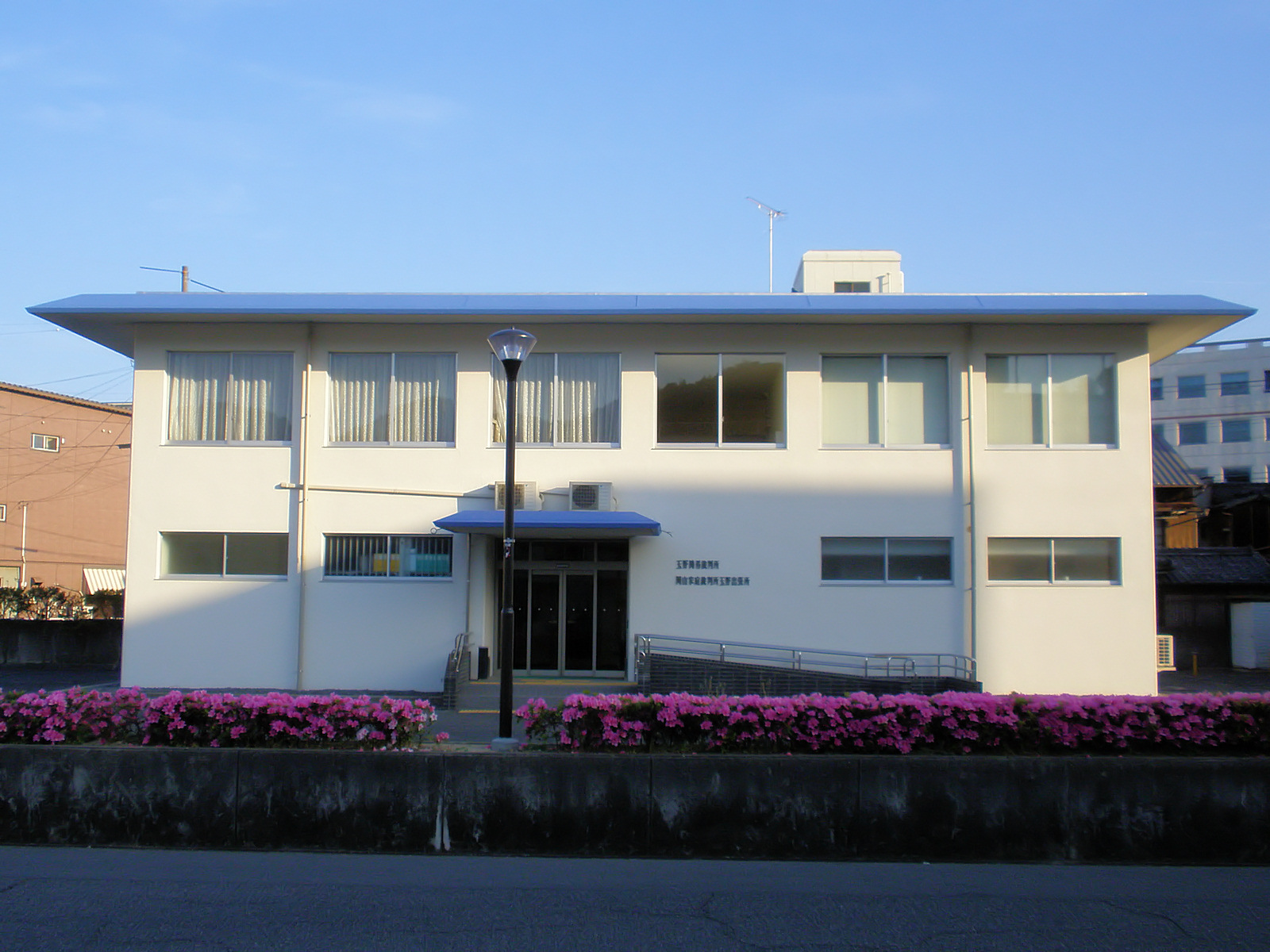
玉野出張所
  - 玉野市
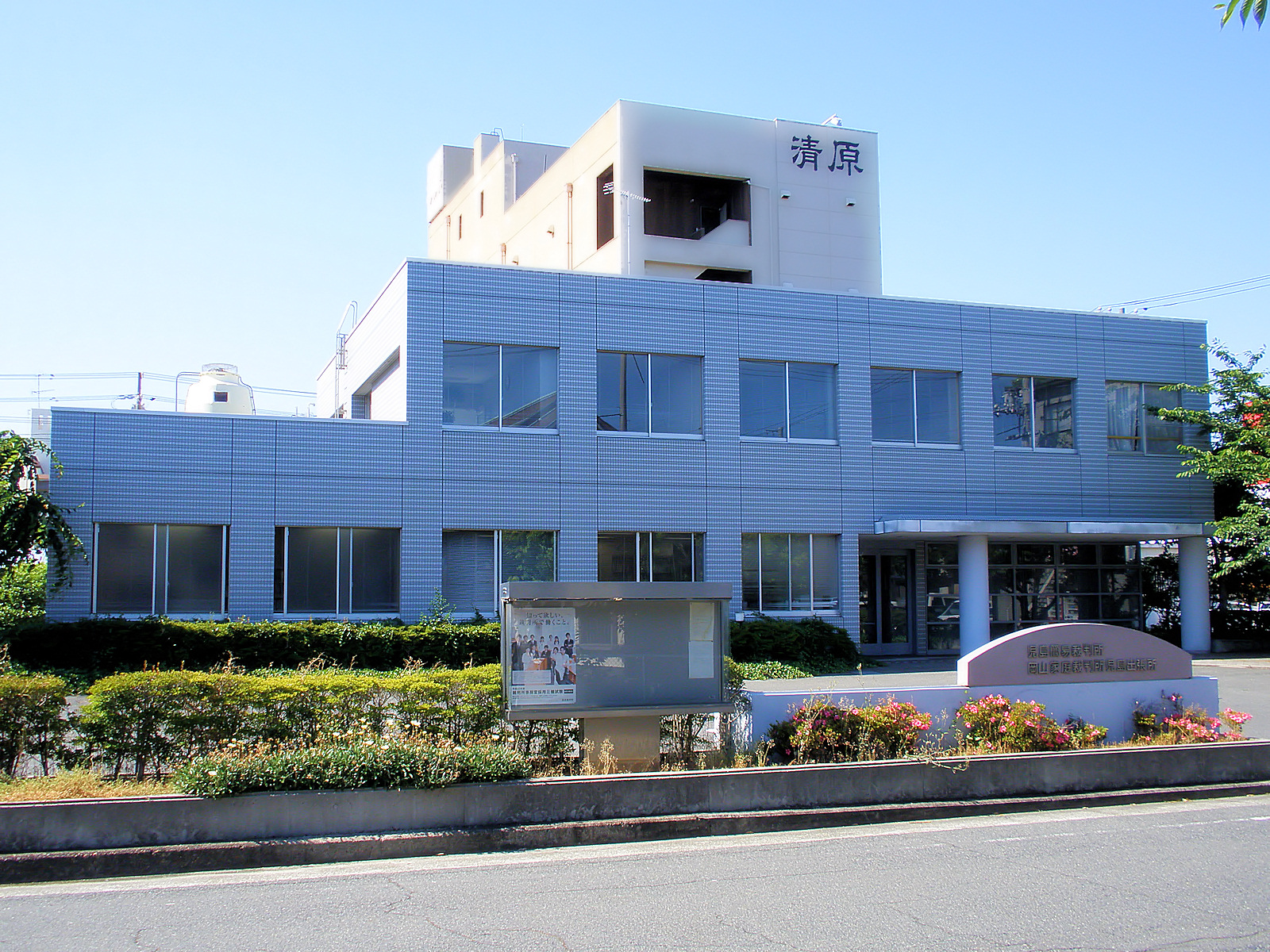
児島出張所
  - 倉敷市（児島支所の所管区域）
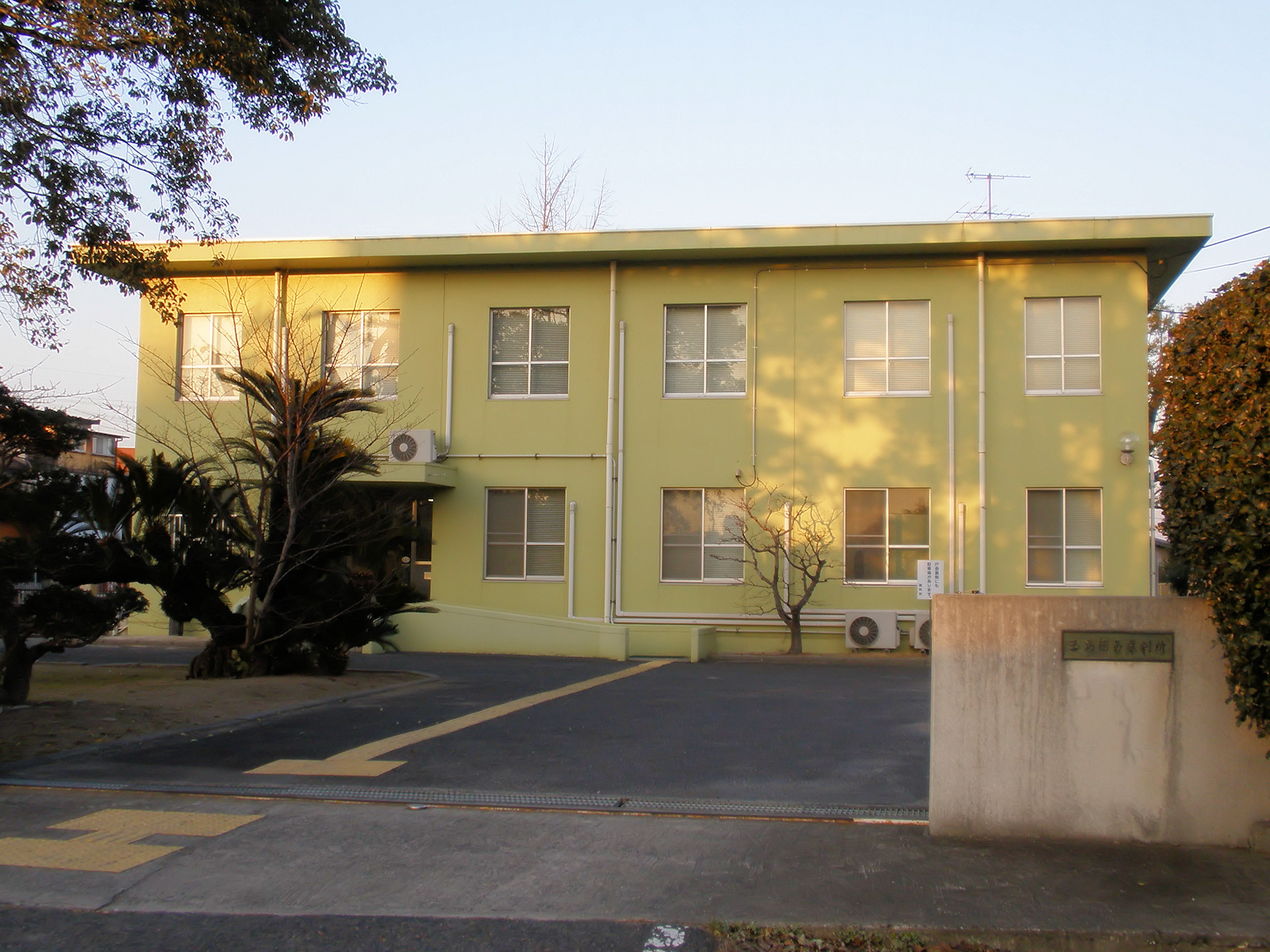
玉島出張所
  - 倉敷市（玉島支所の所管区域並びに旧浅口郡船穂町）、浅口市、浅口郡里庄町
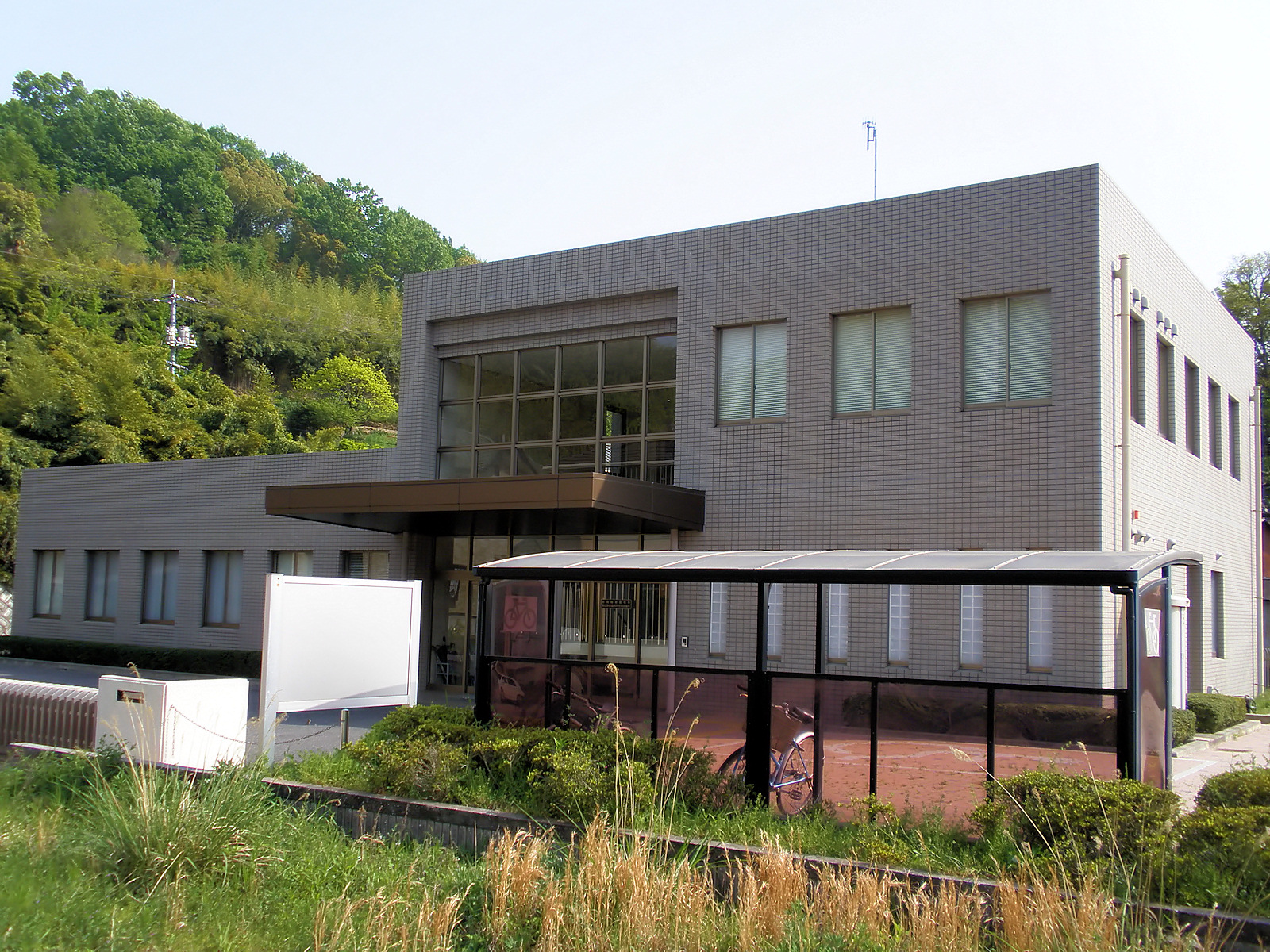
笠岡出張所
  - 笠岡市、井原市、小田郡矢掛町

※ただし、各支部・出張所の合議事件、倉敷・新見の各支部および各出張所の少年事件は本庁で取り扱う。

※児島、玉野、玉島の各出張所は、家事審判法で定める家庭に関する事件の審判及び調停のみ扱い、その他の事務は本庁（玉島出張所は倉敷支部）が扱う。

※笠岡出張所は、家事事件の受付および出張家事審判・出張家事調停のみ行い、その他の事務は倉敷支部が扱う。また、笠岡出張所を管轄とする家事事件は、倉敷支部に申し立てることもできる。

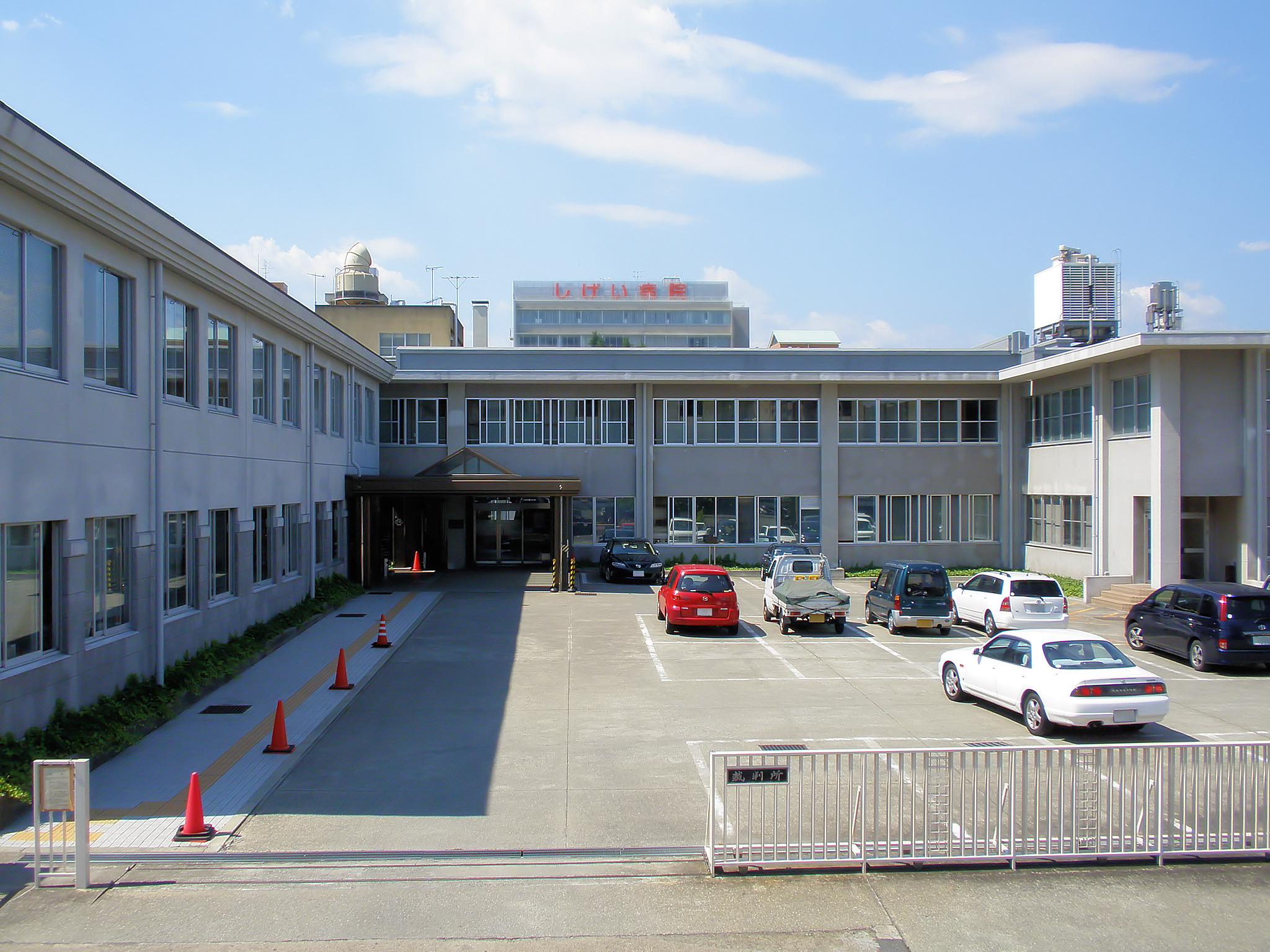
倉敷支部
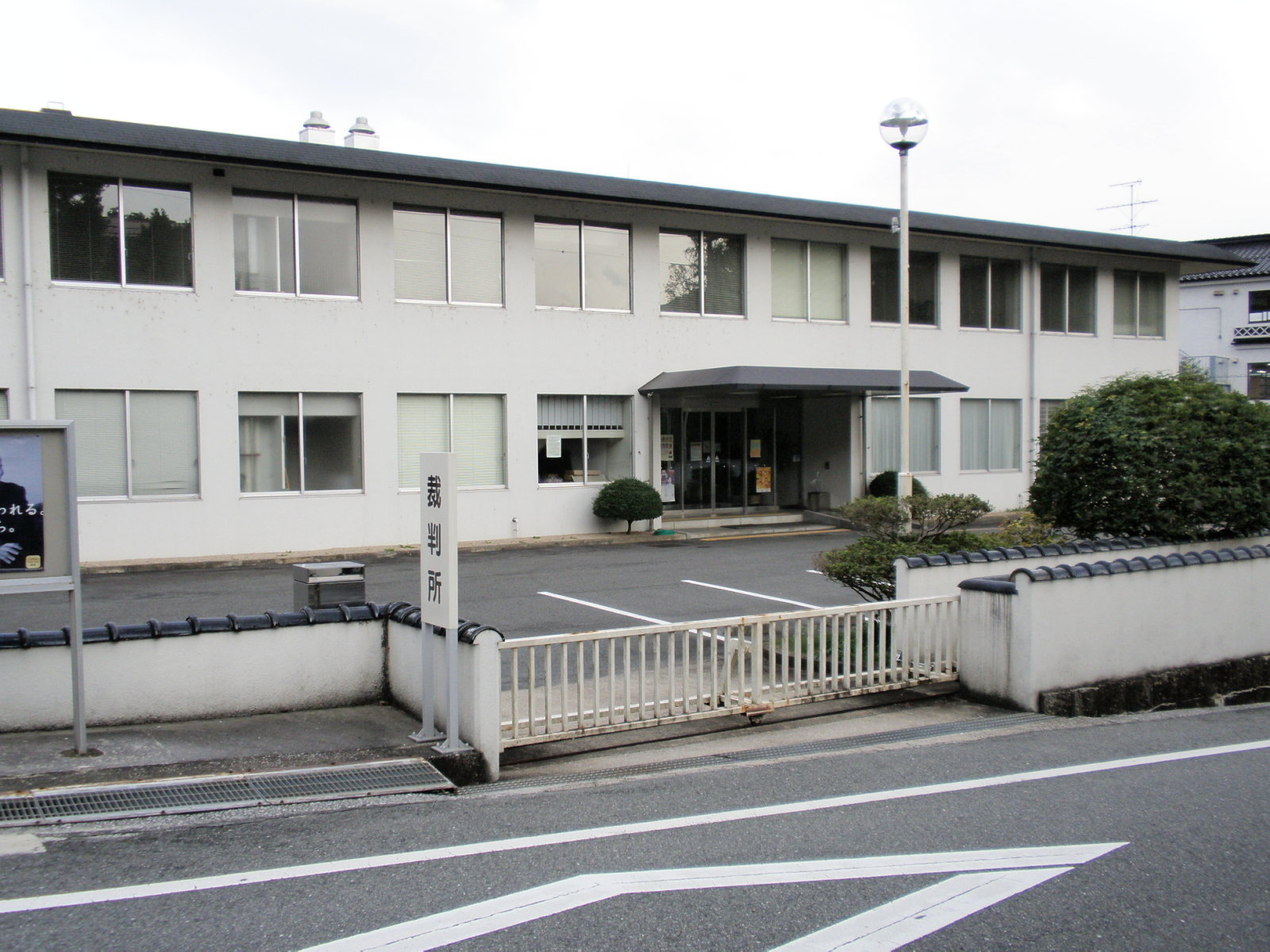
新見支部
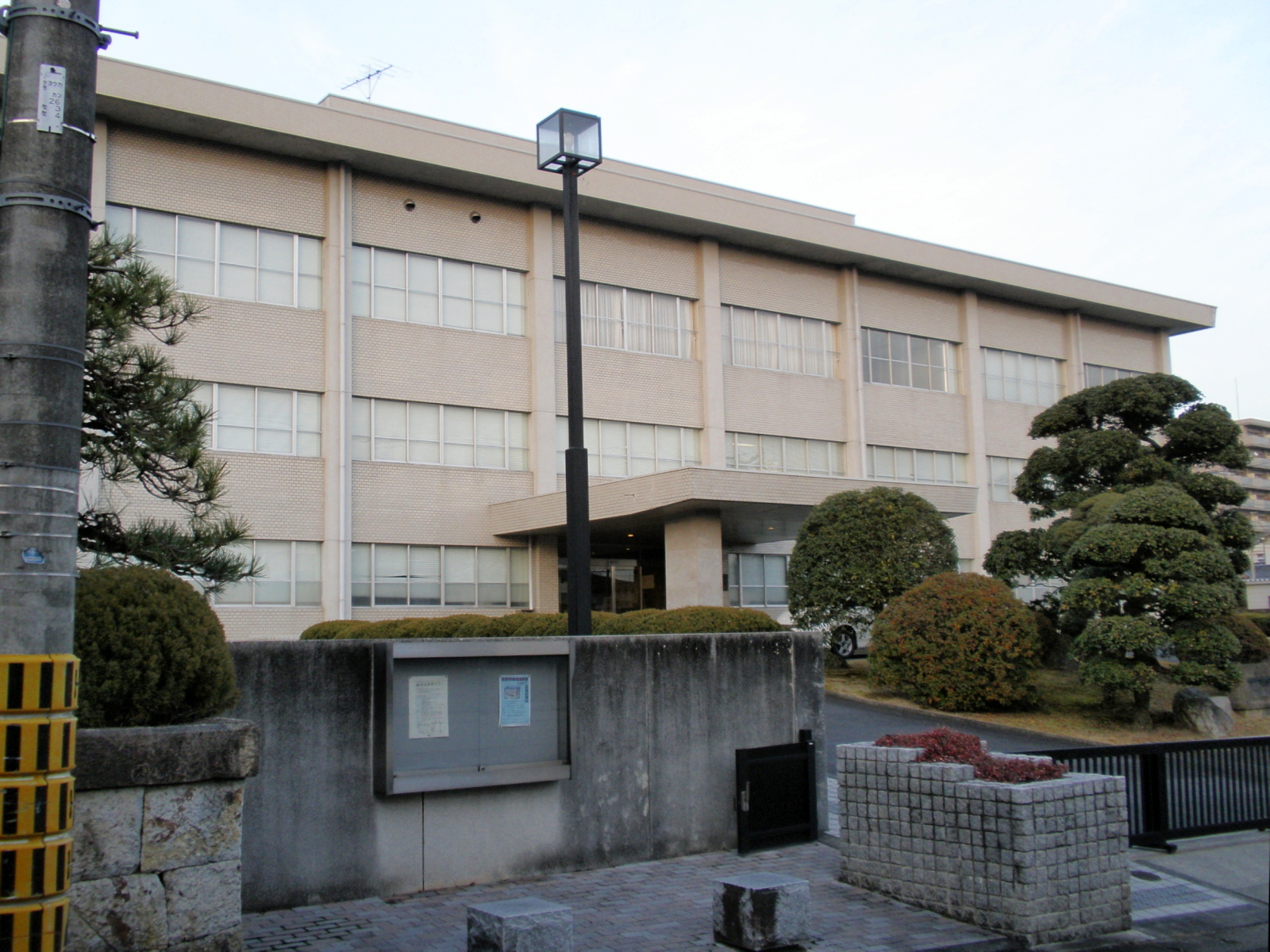
津山支部

- 玉野出張所
- 児島出張所
- 玉島出張所
- 笠岡出張所

## 歴代所長
任期の後ろは後職
- 長岡哲次（2004年12月 - 2005年8月 岡山地方裁判所所長）
- 三浦潤（2005年8月 - 2007年4月 神戸地方裁判所所長）
- 長門栄吉（2007年4月 - 2009年1月 福井地方裁判所所長）
- 園部秀穗（2009年1月 - 2010年2月 岡山地方裁判所所長）
- 水上敏（2010年2月 - 2011年7月  岡山地方裁判所所長）
- 小川育央（2011年7月 - 2013年9月 定年退官）
- 山崎まさよ（2013年9月 - 2015年12月 静岡家庭裁判所長）